# Tiro com arco nos Jogos Pan-Americanos de 2023 - Composto por equipes femininas
A competição do composto por equipes femininas do tiro com arco nos Jogos Pan-Americanos de 2023 foi disputada entre 1 e 4 de novembro de 2023 no Centro de Tiro com Arco, em Peñalolén. Um total de 10 arqueiros de 5 Comitês Olímpicos Nacionais (CON) participaram do evento.

## Calendário
Horário local (UTC−3).
| Data          | Hora  | Fase                 |
| ------------- | ----- | -------------------- |
| 1 de novembro | 14:00 | Fase de ranqueamento |
| 1 de novembro | 16:20 | Quartas de final     |
| 1 de novembro | 16:45 | Semifinais           |
| 4 de novembro | 9:00  | Disputa pelo bronze  |
| 4 de novembro | 9:19  | Final                |

## Medalhistas
| Ouro   | USA Olivia Dean e Alexis Ruiz       |
| Prata  | COL Sara López e Alejandra Usquiano |
| Bronze | MEX Andrea Becerra e Dafne Quintero |

## Resultados

### Fase de ranqueamento
| Pos. | Arqueiro                      | CON                | Total | Notas                            |
| ---- | ----------------------------- | ------------------ | ----- | -------------------------------- |
| 1    | Sara López Alejandra Usquiano | COL Colômbia       | 1411  | Recorde dos Jogos Pan-Americanos |
| 2    | Olivia Dean Alexis Ruiz       | USA Estados Unidos | 1404  |                                  |
| 3    | Andrea Becerra Dafne Quintero | MEX México         | 1393  |                                  |
| 4    | Eiry Nisi Larissa Oliveira    | BRA Brasil         | 1375  |                                  |
| 5    | Paola Corado Sofía Paiz       | ESA El Salvador    | 1372  |                                  |

### Fase eliminatória
As quartas de final e as semifinais foram realizadas em 1 de novembro. A definição dos medalhistas ocorreu em 4 de novembro de 2023.
|  | Quartas de final | Quartas de final   | Quartas de final   |                    |                 | Semifinais | Semifinais          | Semifinais          |                     |  | Final | Final        | Final |
|  |                  |                    |                    |                    |                 |            |                     |                     |                     |  |       |              |       |
|  | 1                | COL Colômbia       |                    |                    |                 |            |                     |                     |                     |  |       |              |       |
|  |                  | Bye                |                    |                    |                 |            |                     |                     |                     |  |       |              |       |
|  |                  | 1                  | COL Colômbia       | 155                |                 |            |                     |                     |                     |  |       |              |       |
|  |                  |                    |                    | 155                |                 |            |                     |                     |                     |  |       |              |       |
|  |                  | 5                  | ESA El Salvador    | 151                |                 |            |                     |                     |                     |  |       |              |       |
|  | 5                | 5                  | ESA El Salvador    | 151                | ESA El Salvador | 155        |                     |                     |                     |  |       |              |       |
|  | 5                |                    |                    |                    | ESA El Salvador | 155        |                     |                     |                     |  |       |              |       |
|  | 4                | BRA Brasil         | 151                |                    |                 |            |                     |                     |                     |  |       |              |       |
|  |                  |                    |                    |                    |                 |            |                     |                     |                     |  | 1     | COL Colômbia | 153   |
|  |                  |                    | 2                  | USA Estados Unidos | 160             |            |                     |                     |                     |  |       |              |       |
|  | 3                | MEX México         |                    |                    |                 |            |                     |                     |                     |  |       |              |       |
|  |                  | Bye                |                    |                    |                 |            |                     |                     |                     |  |       |              |       |
|  |                  | 3                  | MEX México         | 151                |                 |            |                     |                     |                     |  |       |              |       |
|  |                  |                    |                    | 151                |                 |            |                     |                     |                     |  |       |              |       |
|  |                  | 2                  | USA Estados Unidos | 156                |                 |            | Disputa pelo bronze | Disputa pelo bronze | Disputa pelo bronze |  |       |              |       |
|  |                  | Bye                |                    |                    |                 |            | 5                   | ESA El Salvador     | 154                 |  |       |              |       |
|  | 2                | USA Estados Unidos |                    |                    |                 |            |                     |                     |                     |  | 3     | MEX México   | 158   |